# Вер-сюр-Луар
Вер-сюр-Луар (фр. Vair-sur-Loire) — новая коммуна на западе Франции, находится в регионе Пеи-де-ла-Луар, департамент Атлантическая Луара, округ Шатобриан-Ансени, кантон Ансени. Расположена в 41 км к северо-востоку от Нанта и в 42 км к западу от Анже, в 2 км от автомагистрали А11, на правом берегу реки Луара.
Коммуна образована 1 января 2016 года путем слияния коммун Анес и Сент-Эрблон. Центром новой коммуны является Сент-Эрблон. От него к новой коммуне перешли почтовый индекс и код INSEE. На картах в качестве координат Вер-сюр-Луар указываются координаты Сент-Эрблон.
Население (2017) — 4 671 человек.

## Достопримечательности
- Шато Плесси де Вер
- Церковь Святого Эрмеланда (Эрблона)
- Церковь Святого Клемана в Анесе

## Экономика
Структура занятости населения:
- сельское хозяйство — 5,6 %
- промышленность — 26,5 %
- строительство — 13,1 %
- торговля, транспорт и сфера услуг — 31,8 %
- государственные и муниципальные службы — 23,1 %

Уровень безработицы (2017 год) — 6,8 % (Франция в целом — 13,4 %, департамент Атлантическая Луара — 11,6 %). 

Среднегодовой доход на 1 человека, евро (2017 год) — 21 040 (Франция в целом — 21 110, департамент Атлантическая Луара — 21 910).

## Демография
Динамика численности населения, чел.

## Администрация
Пост мэра Вер-сюр-Луара с 2016 года занимает Эрик Люка (Éric Lucas). На муниципальных выборах 2020 года возглавляемый им независимый список победил в 1-м туре, получив 51,30 % голосов..
| Период | Период | Фамилия   | Партия        | Примечания                        |
| ------ | ------ | --------- | ------------- | --------------------------------- |
| 2016   |        | Эрик Люка | Разные правые | фермер, мэр Анеса в 2008-2015 гг. |

## Галерея

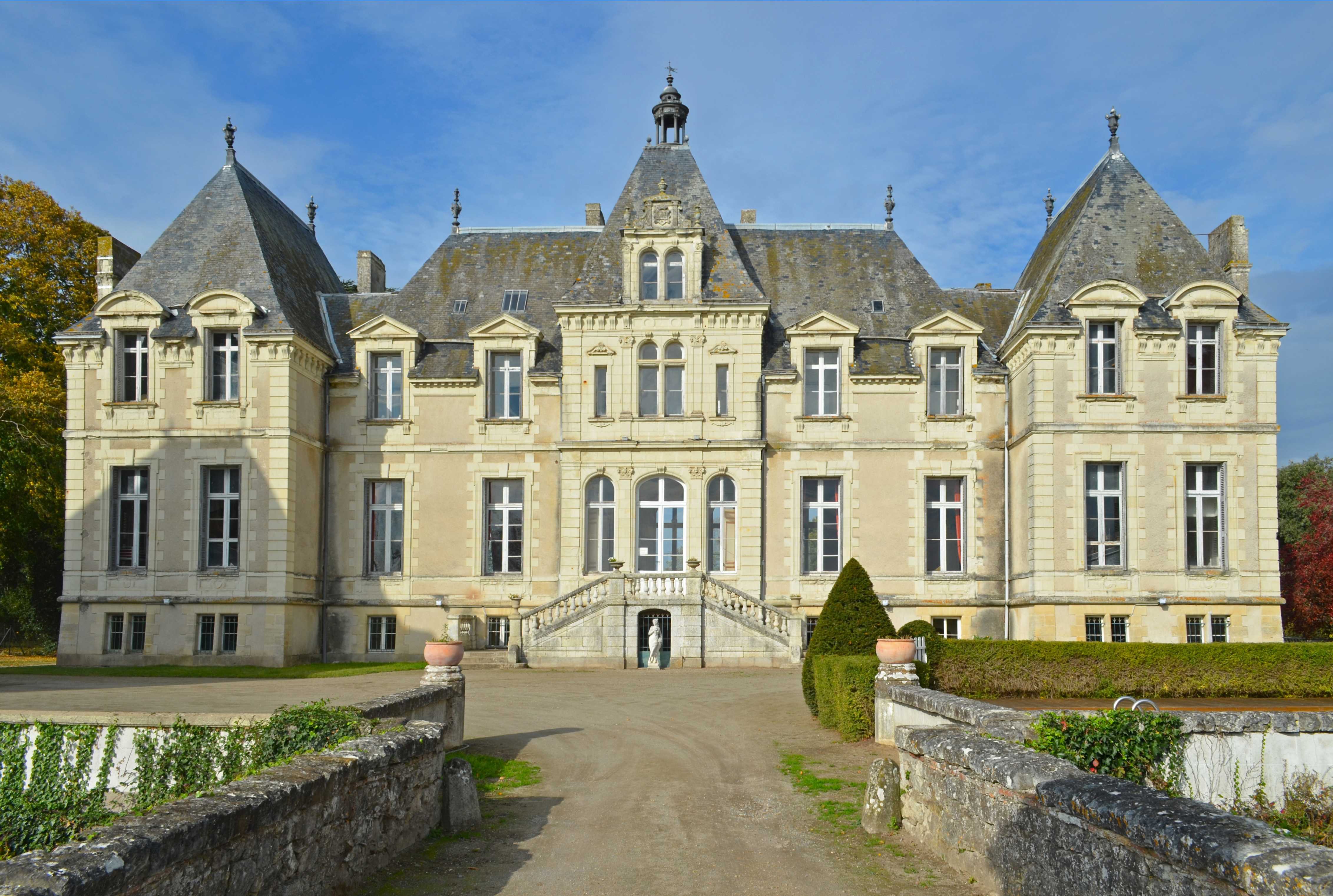
Шато Плесси-де-Вер
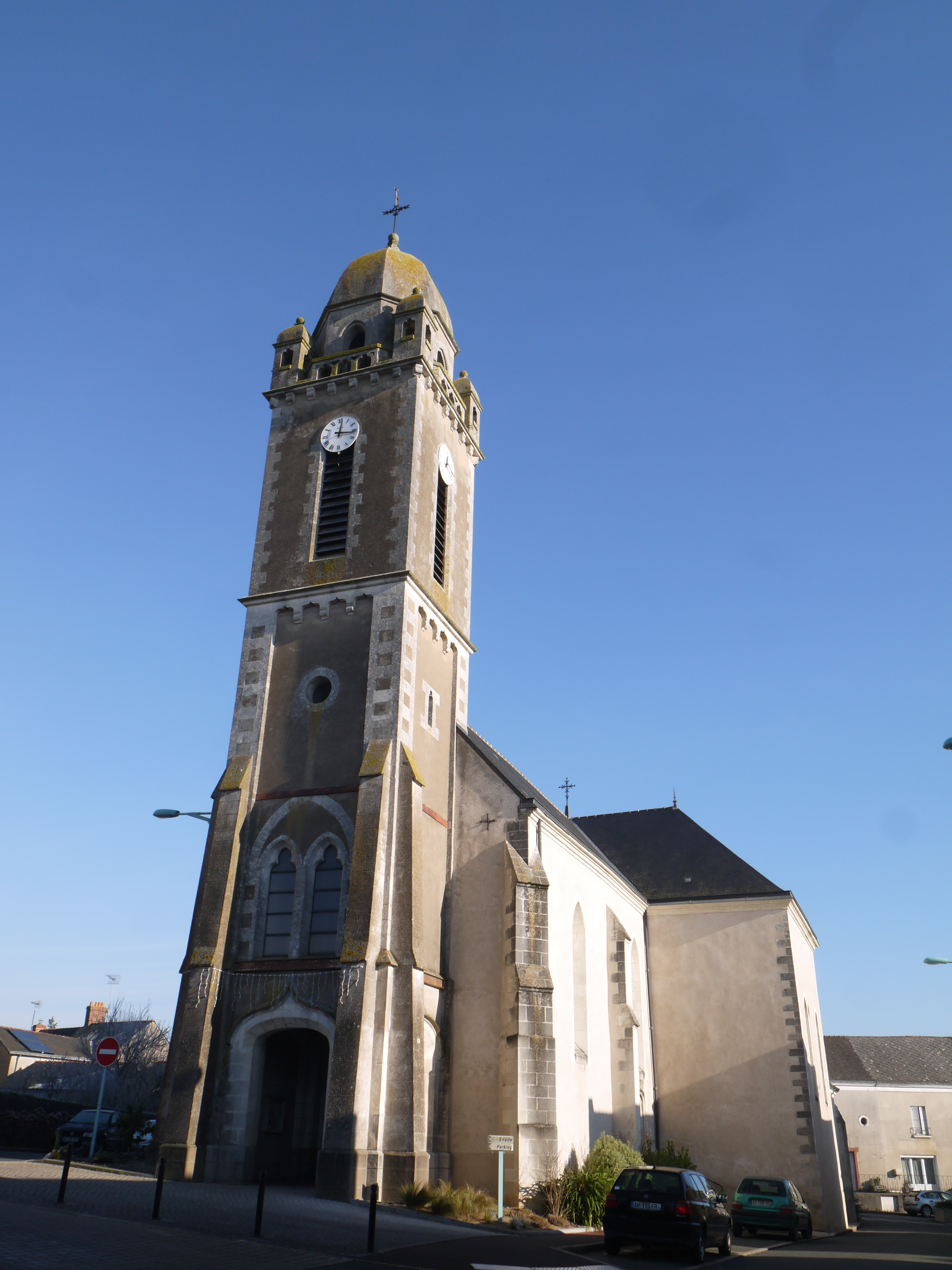
Церковь Святого Клемана в Анесе
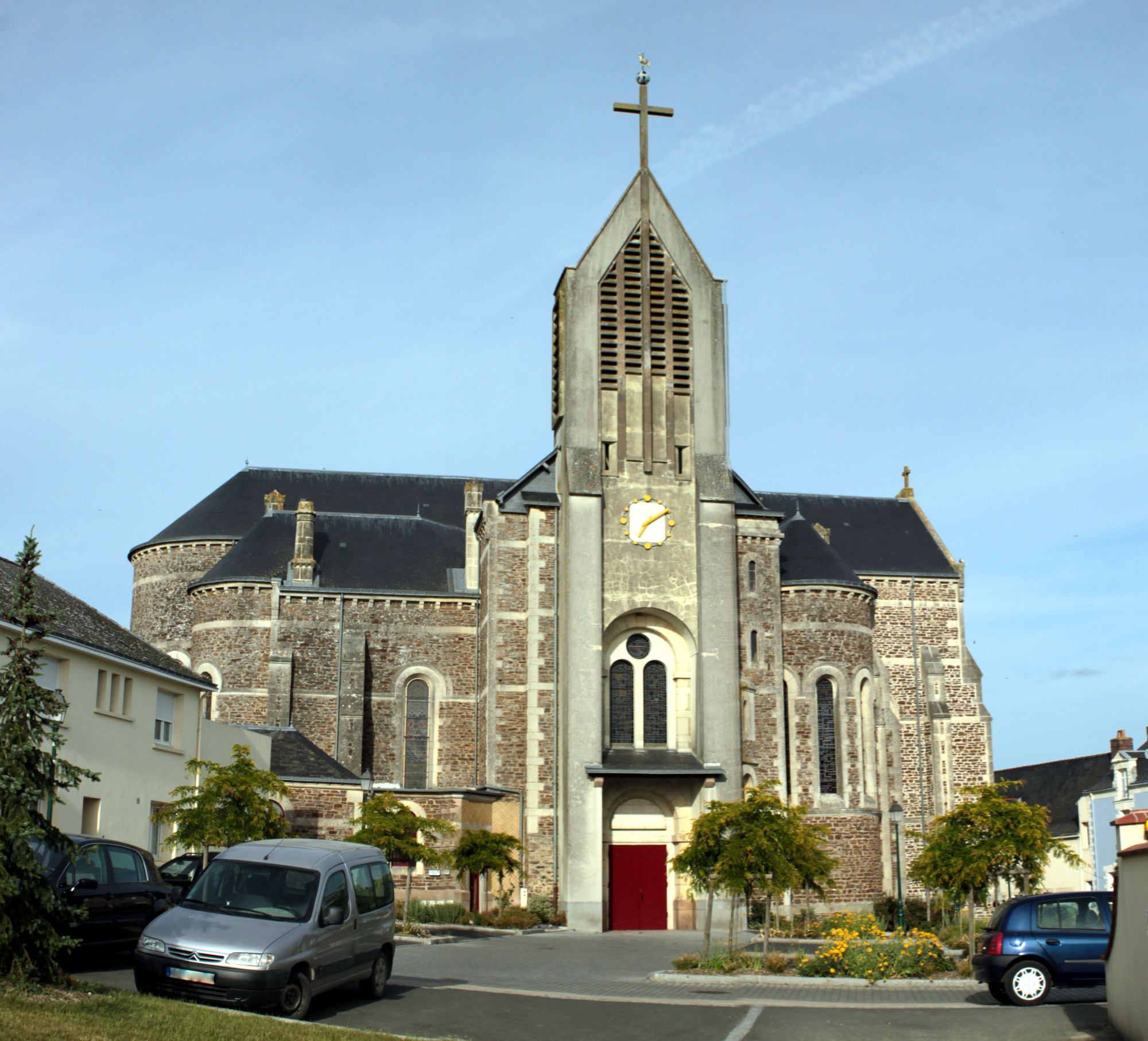
Церковь Святого Эрмеланда в Сент-Эрблоне